# アイルランド共産党
アイルランド共産党（アイルランドきょうさんとう、英語:The Communist Party of Ireland、アイルランド語:Páirtí Cumannach na hÉireann、略称CPI）は、1933年に設立されたアイルランドにおける小規模の共産主義政党。2024年現在の書記長はジミー・コーコラン。

## 概要
アイルランド社会党がコミンテルンへの加入に併せ1921年に「アイルランド共産党」へと改名したが、1924年に解党した。その後、現アイルランド共産党が革命的労働者グループにより1933年に設立される。1941年には党が活動を停止するが、北アイルランドでは共産党として引き続き党運営を行う。同党は1948年にアイルランド労働者同盟として再建、1962年にはアイルランド労働党と改名する（1970年にアイルランド共産党へ合流）。
20世紀の前半は、アイルランドの権威主義的で厳格なカトリック的政治風土を変えるには至らず、党本部も一度消失している。1960年代から70年代、そして80年代初頭にかけて党勢が拡大する。1980年代末にはソビエト連邦の崩壊に伴いかなりの離党者が出たものの、1990年代以降も党を解散せず再建を目指している。
党の目的は資本主義体制の終結と社会主義の確立にある。また、新自由主義や欧州連合の加入にも反対の立場を取る。国際的には他の共産主義あるいは労働者政党との連携を図っており、とりわけキューバやベネズエラを熱心に支持する。
ベルファストでは週刊紙Unityを、ダブリンでは同じく週刊紙Socialist Voiceをそれぞれ発行している。コークやゴールウェイ、中部アルスターに支部がある。現在アイルランドの議会（ウラクタス）には議員がいないものの、労働組合運動に大きな影響を与えてきたのみならず、北アイルランドの公民権運動にも積極的に関与した。

## 歴代書記長
- 1970年:マイケル・オリオーダン（Michael O'Riordan）
- 1983年:ジェイムズ・ステュワート（James Stewart）
- 2002年:ユージン・マッカータン（Eugene Mc Cartan）
- 2023年:ジミー・コーコラン (Jimmy Corcoran)